# Liste der Mitglieder der American Academy of Arts and Sciences/1990
Im Jahr 1990 wählte die American Academy of Arts and Sciences 111 Personen zu ihren Mitgliedern.

## Neugewählte Mitglieder
- William Payne Alston (1921–2009)
- James Roger Prior Angel (* 1941)
- Allen Joseph Bard (1933–2024)
- Stephen Davison Bechtel (1925–2021)
- Judith Kincade Blake (1926–1993)
- Olivier Blanchard (* 1948)
- Barry R. Bloom (* 1937)
- Baruch Samuel Blumberg (1925–2011)
- Bertram Neville Brockhouse (1918–2003)
- David Salzer Broder (1929–2011)
- Robert Hamilton Cannon (1923–2017)
- Peter Alexander Rupert Carrington (1919–2018)
- Hector-Neri Castaneda (1924–1991)
- Michael John Chamberlin (* 1937)
- Umberto Colombo (1927–2006)
- Paul Maxwell Cook (* 1926)
- Harold Scott MacDonald Coxeter (1907–2003)
- Malcolm Roderick Currie (* 1927)
- Roy G. D’Andrade (1931–2016)
- Ruth Margaret Davis (1928–2012)
- Peter Florian Dembowski (* 1925)
- Colleen Dewhurst (1926–1991)
- Joseph Richardson Dilworth (1916–1997)
- Mark di Suvero (* 1933)
- Marion Gräfin Dönhoff (1909–2002)
- James Louis Dye (1927–2021)
- Friedrich Ehrendorfer (1927–2023)
- Thomas Eugene Everhart (* 1932)
- Solomon Feferman (1928–2016)
- Bernard Nathan Fields (1938–1995)
- John Hurley Flavell (* 1928)
- Marion R. Fremont-Smith (1926–2021)
- Robert Alan Frosch (1928–2020)
- Margaret Joan Geller (* 1948)
- Allan F. Gibbard (* 1942)
- Gerald Verne Gibbs (* 1928)
- Lawrence Irwin Gilbert (1929–2017)
- Roger Anthony Gorski (* 1935)
- Norman Arthur Graebner (1915–2010)
- Jean Howard Hagstrum (1913–1995)
- Russell Hardin (1940–2017)
- Albert Herman Hastorf (1920–2011)
- Richard Herr (1922–2022)
- Karen Elliott House (* 1947)
- Harold Karan Jacobson (1929–2001)
- Andrew Michael Jaffe (1923–1997)
- Daniel Hunt Janzen (* 1939)
- Vernon Eulion Jordan (* 1935)
- Marvin Kalb (* 1930)
- Helene Lois Kaplan (* 1933)
- Daniel Jerome Kevles (* 1939)
- Charles Everett Koop (1916–2013)
- Peter Nielsen Ladefoged (1925–2006)
- Robert Phelan Langlands (* 1936)
- Gerald David Laubach (* 1926)
- Robert B. Laughlin (* 1950)
- David Morris Lee (* 1931)
- Ilse Lehiste (1922–2010)
- James David Litster (* 1938)
- Susan Lowey (* 1933)
- Luciano Martini (1927–2017)
- Richard Arthur McCormick (1922–2000)
- Jane Ava Menken (* 1939)
- Ruben Frederick Mettler (1924–2006)
- Arjay Miller (1916–2017)
- Sidney Wilfred Mintz (1922–2015)
- Gordon Earle Moore (1929–2023)
- John Ernest Mueller (* 1937)
- V. S. Naipaul (1932–2018)
- Masatoshi Nei (1931–2023)
- Guy W. Nichols (1925–2014)
- Ellen Ash Peters (* 1930)
- Thomas Leonard Phillips (1924–2019)
- Thomas Dean Pollard (* 1942)
- A. K. Ramanujan (1929–1993)
- Judith Seitz Rodin (* 1944)
- Pierre Max Rosenberg (* 1936)
- Charles Andrew Ryskamp (1928–2010)
- Roald Zinnurovich Sagdeev (* 1932)
- Nayantara Sahgal (* 1927)
- J. William Schopf (* 1941)
- Peter G. Schultz (* 1956)
- Harold Tafler Shapiro (* 1935)
- Roger Whitney Shattuck (1923–2005)
- Yuen-Ron Shen (* 1935)
- Kenneth A. Shepsle (* 1945)
- David Slepian (1923–2007)
- Vladimir Yevgenyevich Sokolov (1928–1998)
- Raymond Stuart Stata (* 1934)
- Thomas Arthur Steitz (1940–2018)
- George Ward Stocking (1928–2013)
- Geoffrey Richard Stone (* 1946)
- F. William Studier (* 1936)
- Norman Sutin (1928–2022)
- Morris Tanenbaum (1928–2023)
- Clifford Henry Taubes (* 1954)
- John Meurig Thomas (1932–2020)
- Shirley Marie Caldwell Tilghman (* 1946)
- Mark I. Vishik (1921–2012)
- Warren Herbert Wagner (1920–2000)
- Arnold Robert Weber (1929–2020)
- Jack Bertrand Weinstein (* 1921)
- Karl Joachim Weintraub (1924–2004)
- Irving Lerner Weissman (* 1939)
- Finis R. Welch (1938–2020)
- George Christopher Williams (1926–2010)
- Shirley Vivien Teresa Brittain Williams (1930–2021)
- Robert Henry Wurtz (* 1936)
- John Alan Young (* 1932)
- Franklin Ester Zimring (* 1942)
- Charles Anthony Zraket (1924–1997)